# Rhinella justinianoi
Rhinella justinianoi és una espècie de gripau de la família Bufonidae. És endèmica de Bolívia. El seu hàbitat natural inclou montans secs i rius. Està amenaçada d'extinció.